# Aborcja w Albanii
Aborcja w Albanii - do 1989 roku albańskie prawo zezwalało na przerywanie ciąży jedynie z powodu ścisłych wskazań medycznych (w praktyce dopuszczano także aborcje z przyczyn społecznych i ekonomicznych). Każde przerwanie ciąży musiało być zaaprobowane przez okręgową radę lekarską. Na mocy kodeksu karnego z 1977 roku osoba wykonująca bezprawny zabieg aborcyjny podlegała karze reedukacji przez pracę lub pozbawienia wolności do lat dwóch. W przypadku recydywy lub gdy usunięcie ciąży skutkowało śmiercią kobiety sprawcy groziło pozbawienie wolności do lat ośmiu. Kobieta spędzająca swój płód bez udziału osób trzecich była karana upomnieniem lub reedukacją przez pracę. W 1989 roku ministerstwo zdrowia wydało dekret legalizujący aborcję w przypadku gdy ciąża powstała w wyniku przestępstwa lub też kobieta ciężarna nie ma ukończonych lat szesnastu. W 1991 zalegalizowano aborcję w dwóch innych przypadkach:
a) gdy oboje partnerzy uznali że nie chcą narodzin dziecka
b) gdy kobieta ciężarna złożyła oświadczenie że do zapłodnienia doszło wskutek zdrady małżeńskiej
W 1992 roku rząd uznał, iż należy wprowadzić aborcję na żądanie, jak też udostępnić środki umożliwiające zapobieganie niechcianym ciążom. W 1995 roku wprowadzono obecnie obowiązujące prawo. Zezwala ono na usunięcie ciąży na życzenie kobiety w pierwszych dwunastu tygodniach od zapłodnienia pod warunkiem skorzystania z konsultacji (podczas których należy poinformować kobietę o ryzyku związanym z zabiegiem, pomocy jaka należy się jej ze strony państwa, gdy postanowi urodzić dziecko oraz o możliwości oddania go do adopcji) i zachowania odstępu min. tygodnia pomiędzy konsultacją i zabiegiem. W przypadku gdy ciąża powstała w wyniku przestępstwa lub występują powody społeczne przerwanie ciąży jest dopuszczalne do 22 tygodnia ciąży pod warunkiem uzyskania zgody komisji złożonej z lekarza, pracownika socjalnego i prawnika. Przerwanie ciąży jest dopuszczalne przez cały okres jej trwania w przypadku gdy płód jest ciężko upośledzony bądź też kontynuacja ciąży stanowi zagrożenie dla życia lub zdrowia kobiety ciężarnej. Lekarz wykonujący zabieg jest zobowiązany do udzielenia informacji na temat metod antykoncepcyjnych.
W praktyce zabiegi aborcji są dostępne łatwo i bez zbędnych formalności, zaś powszechnym zjawiskiem jest selektywna aborcja dzieci płci żeńskiej.